# 保木間
保木間（ほきま）は、東京都足立区の町名。現行行政地名は保木間一丁目から五丁目。住居表示実施済み区域。

## 地域
東京都足立区の北部、竹の塚近郊の住宅街が広がる町である。北は埼玉県草加市瀬崎、東は足立区花畑および南花畑、南東に東保木間、南は保塚町および東六月町、西は竹の塚および東伊興、北西に国道4号（日光街道）を挟んで西保木間が隣接する。

### 地価
住宅地の地価は、2025年（令和7年）1月1日の公示地価によれば、保木間1-23-16の地点で29万6000円/m2、保木間3-28-12の地点で29万2000円/m2、保木間5-24-28の地点で23万2000円/m2となっている。

## 世帯数と人口
2025年（令和7年）1月1日現在（足立区発表）の世帯数と人口は以下の通りである。
| 丁目         | 世帯数    | 人口     |
| ------------ | --------- | -------- |
| 保木間一丁目 | 2,333世帯 | 4,282人  |
| 保木間二丁目 | 1,120世帯 | 2,263人  |
| 保木間三丁目 | 1,333世帯 | 2,524人  |
| 保木間四丁目 | 1,418世帯 | 2,750人  |
| 保木間五丁目 | 1,618世帯 | 3,064人  |
| 計           | 7,822世帯 | 14,883人 |

### 人口の変遷
国勢調査による人口の推移。
| 年                 | 人口   |
| ------------------ | ------ |
| 1995年（平成7年）  | 12,217 |
| 2000年（平成12年） | 13,542 |
| 2005年（平成17年） | 14,877 |
| 2010年（平成22年） | 16,611 |
| 2015年（平成27年） | 15,664 |
| 2020年（令和2年）  | 16,025 |

### 世帯数の変遷
国勢調査による世帯数の推移。
| 年                 | 世帯数 |
| ------------------ | ------ |
| 1995年（平成7年）  | 4,350  |
| 2000年（平成12年） | 5,063  |
| 2005年（平成17年） | 5,641  |
| 2010年（平成22年） | 6,721  |
| 2015年（平成27年） | 6,452  |
| 2020年（令和2年）  | 7,034  |

## 学区
区立小・中学校に通う場合、学区は以下の通りとなる（2023年4月時点）。なお、足立区では学校選択制度を導入しており、区内全域から選択することが可能。ただし、小学校に関しては、2018年（平成30年）度から学区域または学区域に隣接する学校のみの選択になる。
| 丁目         | 番地                | 小学校                 | 中学校               |
| ------------ | ------------------- | ---------------------- | -------------------- |
| 保木間一丁目 | 1〜24番             | 足立区立保木間小学校   | 足立区立渕江中学校   |
| 保木間一丁目 | 25番以降            | 足立区立渕江第一小学校 | 足立区立渕江中学校   |
| 保木間二丁目 | 全域                | 足立区立渕江第一小学校 | 足立区立渕江中学校   |
| 保木間三丁目 | 全域                | 足立区立渕江第一小学校 | 足立区立渕江中学校   |
| 保木間四丁目 | 全域                | 足立区立渕江第一小学校 | 足立区立渕江中学校   |
| 保木間五丁目 | 1〜2番 9〜16番 19番 | 足立区立渕江第一小学校 | 足立区立渕江中学校   |
| 保木間五丁目 | 3〜8番 20〜26番     | 足立区立渕江第一小学校 | 足立区立竹の塚中学校 |
| 保木間五丁目 | 27番以降            | 足立区立花畑西小学校   | 足立区立竹の塚中学校 |
| 保木間五丁目 | 17〜18番            | 足立区立花畑西小学校   | 足立区立花畑中学校   |

## 事業所
2021年（令和3年）現在の経済センサス調査による事業所数と従業員数は以下の通りである。
| 丁目         | 事業所数  | 従業員数 |
| ------------ | --------- | -------- |
| 保木間一丁目 | 177事業所 | 2,738人  |
| 保木間二丁目 | 83事業所  | 974人    |
| 保木間三丁目 | 108事業所 | 1,140人  |
| 保木間四丁目 | 94事業所  | 1,208人  |
| 保木間五丁目 | 88事業所  | 1,426人  |
| 計           | 550事業所 | 7,486人  |

### 事業者数の変遷
経済センサスによる事業所数の推移。
| 年                 | 事業者数 |
| ------------------ | -------- |
| 2016年（平成28年） | 547      |
| 2021年（令和3年）  | 550      |

### 従業員数の変遷
経済センサスによる従業員数の推移。
| 年                 | 従業員数 |
| ------------------ | -------- |
| 2016年（平成28年） | 8,241    |
| 2021年（令和3年）  | 7,486    |

## 交通

### 鉄道
保木間の町域内に鉄道駅は存在しない。だが徒歩圏内に東武鉄道と首都圏新都市鉄道の路線が走っているため、地域住民の鉄道利用に困難は少ない。
- 東武鉄道

東武伊勢崎線（東武スカイツリーライン）：竹ノ塚駅へ徒歩10-15分
- 首都圏新都市鉄道

つくばエクスプレス線：六町駅へ徒歩15-20分

### 道路
- 国道4号（日光街道）
- 保木間せせらぎの道

## 施設
- 足立区生物園
- 元渕江公園
- 保木間公園野球場
- 竹の塚警察署
- 東京足立病院
- 足立区立渕江第一小学校
- 足立区立渕江中学校
- 関東三菱自動車足立店
- 東京日産自動車販売足立店

## 史跡
- 花畑遺跡
- 阿弥陀院
- 玉蔵院
- 西光寺
- 山王神社
- 林松寺
- 稲荷大明神
- 宝積院
- 氷川神社

## その他

### 日本郵便
- 郵便番号 : 121-0064[3]（集配局 : 足立北郵便局[16]）。